# Usnea jamaicensis
Usnea jamaicensis är en lavart som beskrevs av Ach. Usnea jamaicensis ingår i släktet Usnea och familjen Parmeliaceae.   Inga underarter finns listade i Catalogue of Life.